# Дейтіл (Нью-Мексико)
Дейтіл (англ. Datil) — переписна місцевість (CDP) в США, в окрузі Катрон штату Нью-Мексико. Населення — 50 осіб (2020).

## Географія
Дейтіл розташований за координатами 34°8′17″ пн. ш. 107°50′18″ зх. д. / 34.13806° пн. ш. 107.83833° зх. д. (34.137970, -107.838280).  За даними Бюро перепису населення США в 2010 році переписна місцевість мала площу 4,85 км², з яких 4,84 км² — суходіл та 0,01 км² — водойми.

### Клімат
| Клімат : Дейтіл                              | Клімат : Дейтіл | Клімат : Дейтіл | Клімат : Дейтіл | Клімат : Дейтіл | Клімат : Дейтіл | Клімат : Дейтіл | Клімат : Дейтіл | Клімат : Дейтіл | Клімат : Дейтіл | Клімат : Дейтіл | Клімат : Дейтіл | Клімат : Дейтіл | Клімат : Дейтіл |
| Показник                                     | Січ.            | Лют.            | Бер.            | Квіт.           | Трав.           | Черв.           | Лип.            | Серп.           | Вер.            | Жовт.           | Лист.           | Груд.           | Рік             |
| Абсолютний максимум, °C                      | 20,0            | 20,0            | 23,3            | 30,0            | 33,3            | 35,0            | 36,7            | 37,2            | 35,6            | 30,0            | 26,1            | 21,7            | 37,2            |
| Середній максимум, °C                        | 7,1             | 9,5             | 13,9            | 17,6            | 22,2            | 28,2            | 28,4            | 27,7            | 26,2            | 20,4            | 13,8            | 8,2             | 18,6            |
| Середній мінімум, °C                         | −11,7           | −7,9            | −5,8            | −1,9            | 0,0             | 5,2             | 10,1            | 9,7             | 4,5             | −1,1            | −7,6            | −11,1           | −1,4            |
| Абсолютний мінімум, °C                       | −32,2           | −29,4           | −22,2           | −15             | −11,7           | −5              | −0,6            | 0,6             | −4,4            | −12,8           | −23,3           | −27,8           | −32,2           |
| Норма опадів, мм                             | 14              | 13              | 11              | 13              | 18              | 19              | 58              | 70              | 44              | 22              | 15              | 18              | 315             |
| -------------------------------------------- | --------------- | --------------- | --------------- | --------------- | --------------- | --------------- | --------------- | --------------- | --------------- | --------------- | --------------- | --------------- | --------------- |
| Джерело: The Western Regional Climate Center |                 |                 |                 |                 |                 |                 |                 |                 |                 |                 |                 |                 |                 |

## Демографія
Згідно з переписом 2010 року, у переписній місцевості мешкали 54 особи в 29 домогосподарствах у складі 18 родин. Густота населення становила 11 особа/км².  Було 49 помешкань (10/км²).
Расовий склад населення:
| - 85,2 % — білих - 7,4 % — корінних американців - 1,9 % — чорних або афроамериканців - 3,7 % — осіб інших рас |

До двох чи більше рас належало 1,9 %. Частка іспаномовних становила 14,8 % від усіх жителів.
За віковим діапазоном населення розподілялося таким чином: 11,1 % — особи молодші 18 років, 55,6 % — особи у віці 18—64 років, 33,3 % — особи у віці 65 років та старші. Медіана віку мешканця становила 58,5 року. На 100 осіб жіночої статі у переписній місцевості припадало 100,0 чоловіків;  на 100 жінок у віці від 18 років та старших — 92,0 чоловіків також старших 18 років.
Середній дохід на одне домашнє господарство  становив 32 653 долари США (медіана — 27 163), а середній дохід на одну сім'ю — 32 653 долари (медіана — 27 163). 
Цивільне працевлаштоване населення становило 6 осіб. Основні галузі зайнятості: сільське господарство, лісництво, риболовля — 100,0 %.